# Nicsirensó iskola

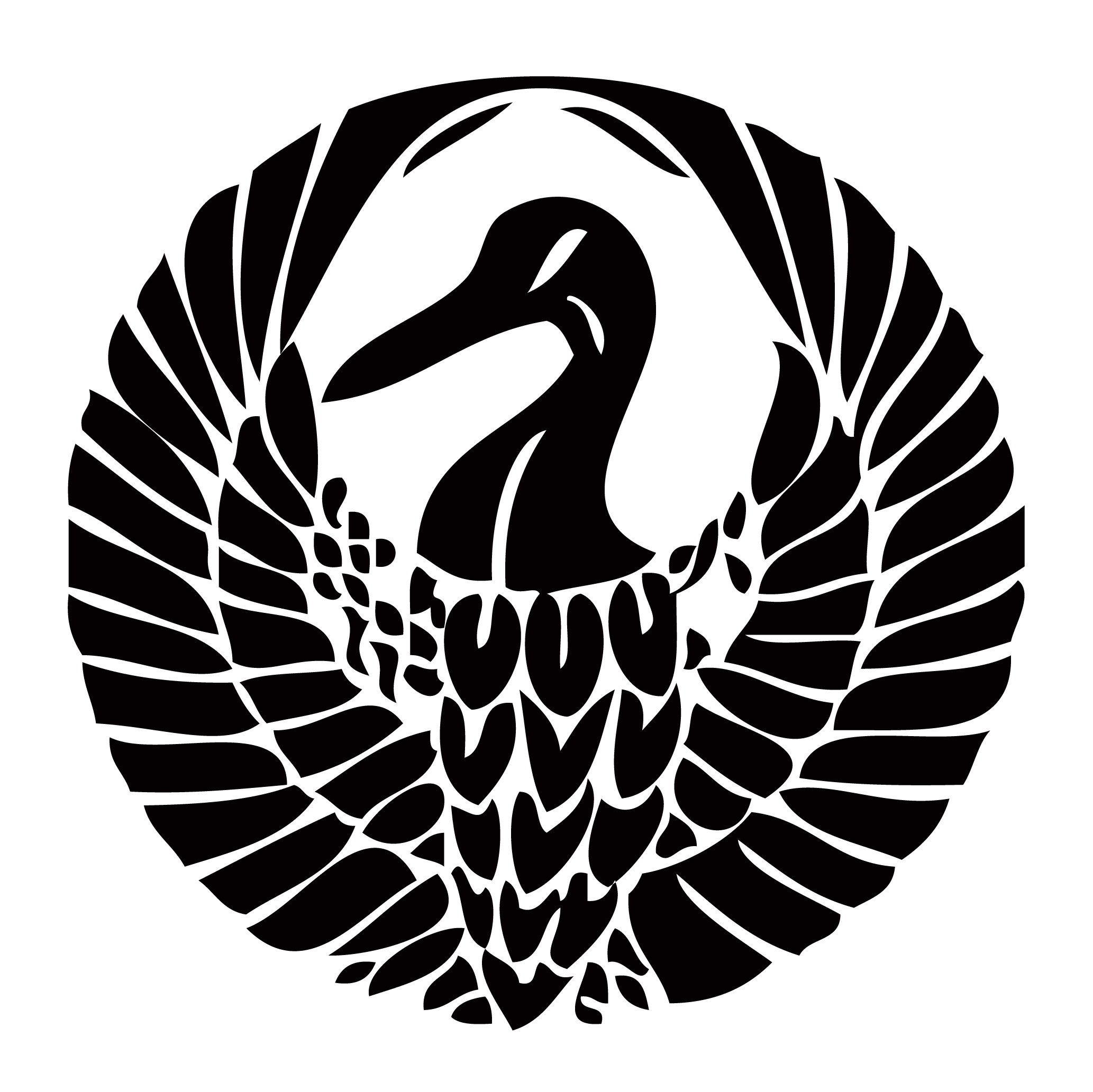
Kört formázó daru madár, az iskola hivatalos logója

A nicsirensó iskola (kínai: 日蓮正宗, Nicsiren-sósú) a mahájána nicsiren buddhizmus egyik ága, amelynek vallásfilozófiai alapjait a 13. századi japán buddhista tudós szerzetes Nicsiren Daisonin (1222–1282) fektette le. A nicsirensó iskola alapítójának Nicsirent tekinti, az ő tanítványán, Nikkó (1246–1333) papon keresztül, aki a nicsirensó fő templomát is alapította, Taiszekidzsi templomot, a Fudzsi lábánál. Az iskolának az egész világon vannak követői, ám a legnagyobb létszámban Japánban gyakorolják a buddhizmus ezen formáját. Esküt tett világi követőit úgy nevezik, hogy Hokkeko (法華講衆).
A hivatalos címerükön a japán curu, egy daru madár szerepel. Vallási imádatuk legfőbb tárgya a dai gohonzon, amely egy kalligrafikus mandala kép. Az iskola csak Nikkót fogadja el Nicsiren jogos örökösének, és a vonal tartójának. Az iskolában tanulnak férfi és női papok egyaránt.
A nicsirensó korábban összetartozott a Szóka Gakkai és a Nemzetközi Szóka Gakkai (SGI) szervezetekkel, amelyektől azonban 1991-ben szétvált. A válás okai között a nicsiren buddhizmus jövőjével kapcsolatos vallásfilozófiai tárgyú kérdések voltak. Más mahájána buddhista gyakorlatoktól eltérően Nicsiren megnövelte a Lótusz szútra szerepét, és immár a namu mjóhó renge kjó mantra kántálásával bárki számára elérhetővé vált a megvilágosodás elérése.
A nicsirensó iskola több mint 700 templomot és templomszerű létesítményt tart fenn Japánban. A tengerentúlon 22 templom működik – hat az Egyesült Államokban), egy Kanadában, Panamában, 9 Tajvanon, kettő Indonéziában, valamint 1-1 Brazíliában, Franciaországban, Ghánában, Szingapúrban, a Fülöp-szigeteken és Spanyolországban. 2002-ben a nicsirensó iskola gyakorlóinak száma mintegy 350 000 fő volt Japánban, illetve további 600 000 fő külföldi országokban.